# Dominic Hyam
Dominic Hyam (Leuchars, 20 de diciembre de 1995) es un futbolista británico que juega en la demarcación de defensa para el Blackburn Rovers F. C. de la EFL Championship.

## Selección nacional
Tras jugar con la selección de fútbol sub-19 de Escocia y la sub-21 hizo su debut con la selección absoluta el 17 de junio de 2023 en un partido de clasificación para la Eurocopa 2024 contra Noruega que finalizó con un resultado de 1-2 a favor del combinado escocés tras el gol de Erling Haaland para Noruega, y de Lyndon Dykes y Kenny McLean para Escocia.

## Clubes
| Club                                | País       | Año       | Partidos | Goles |
| ----------------------------------- | ---------- | --------- | -------- | ----- |
| Reading F. C.                       | Inglaterra | 2014-2015 | 0        | 0     |
| Hemel Hempstead Town FC (cedido)    | Inglaterra | 2015      | 14       | 0     |
| Basingstoke Town FC (cedido)        | Inglaterra | 2015-2016 | 5        | 1     |
| Dagenham & Redbridge F. C. (cedido) | Inglaterra | 2016      | 16       | 0     |
| Portsmouth F. C. (cedido)           | Inglaterra | 2016      | 0        | 0     |
| Aldershot Town F. C. (cedido)       | Inglaterra | 2017      | 3        | 0     |
| Coventry City F. C.                 | Inglaterra | 2017-2022 | 192      | 9     |
| Blackburn Rovers F. C.              | Inglaterra | 2022-     | 131      | 4     |